# 坂川山輝夫
坂川 山輝夫（さかがわ さきお、1927年 - ）は、日本のコミュニケーション専門家、ビジネスコーチ。

## 人物
電気通信大学・中央大学法学部卒業。エンジニア、営業マン、業界紙記者、国家公務員を経て、1968年、株式会社現代コミュニケーション・センターを設立。数多くの企業・官公庁の研修を担当。

1973年から2002年まで30年にわたり、現代コミュニケーション・センター所長として春にその年の新入社員のタイプをネーミングとして発表していた。2003年から2017年は日本生産性本部の「職業のあり方研究会」が、2018年以後は産労総合研究所が新入社員タイプを発表している。
2015年10月の時点で埼玉県さいたま市在住。

## 著作
- 『新入社員常識集：あなたはもう学生ではない』ごま書房、1991年11月。
- 『仕事の「言葉上手」になる99の秘訣』成美文庫、1997年7月。
  - 『仕事の「言葉上手」になる99の秘訣』太陽出版、2015年2月。
- 『巧みな「ノー」が言える本：カドある言葉を丸く収める会話術』成美文庫、2002年12月。